# Championnat d'Italie de rugby à XV 1967-1968
Navigation
Serie A 1966-1967 Serie A 1968-1969
Le Championnat d'Italie de rugby à XV 1967-1968 oppose les douze meilleures équipes italiennes de rugby à XV. Le championnat débute en 1967 et se termine en 1968. Le tournoi se déroule sous la forme d'un championnat unique en matchs aller-retour.
Fiamme Oro, après avoir perdu l'année précédente contre L'Aquila, renoue avec le titre sept ans après sa dernière victoire dans le championnat. Le GBC Amatori Milan, club le plus titré avec 14 victoires, descend en Série B.

## Équipes participantes
Les douze équipes sont les suivantes :
| - GBC Amatori Milan - L'Aquila - Brescia - CUS Milano - CUS Roma Buscaglione - Fiamme Oro | - Livorno - Olimpic'52 Roma - Parme - Partenope Ignis - Petrarca Padoue - Rugby Rovigo |

## Classement
| Rang | Club                 | J  | V  | N | D  | Pm  | Pe  | Diff | Pts |
| ---- | -------------------- | -- | -- | - | -- | --- | --- | ---- | --- |
| 1    | Fiamme Oro Padova    | 22 | 17 | 3 | 2  | 216 | 53  | +163 | 37  |
| 2    | L'Aquila Rugby (T)   | 22 | 16 | 3 | 3  | 197 | 63  | +134 | 35  |
| 3    | Rugby Parma          | 22 | 9  | 4 | 9  | 117 | 105 | +12  | 22  |
| 4    | CUS Roma Buscaglione | 22 | 8  | 5 | 9  | 186 | 178 | +8   | 21  |
| 5    | Petrarca Padoue      | 22 | 8  | 5 | 9  | 126 | 129 | -3   | 21  |
| 6    | Olimpic'52 Roma      | 22 | 8  | 5 | 9  | 93  | 124 | -31  | 21  |
| 7    | Partenope            | 22 | 9  | 3 | 10 | 123 | 209 | -86  | 19  |
| 8    | CUS Milano           | 22 | 7  | 5 | 10 | 115 | 171 | -56  | 19  |
| 9    | Rugby Rovigo         | 22 | 8  | 3 | 11 | 126 | 149 | -23  | 19  |
| 10   | Rugby Brescia        | 22 | 6  | 6 | 10 | 117 | 123 | -6   | 18  |
| 11   | Livorno              | 22 | 6  | 5 | 11 | 89  | 143 | -54  | 17  |
| 12   | Amatori Rugby Milan  | 22 | 3  | 7 | 12 | 76  | 134 | -58  | 13  |

|  | Vainqueur (no 1)         |
|  | Relégués (no 11, no 12)  |
|  | T : tenant du titre 1967 |

Attribution des points :  victoire : 2, match nul : 1, défaite : 0.

## Vainqueur
| Entraîneur | Entraîneur             | Marcello Fronda                      |
| Avants     | Pilier                 | Venè                                 |
| Avants     | Talonneur              | Battistini, De Lio, Gamboni, Vastano |
| Avants     | Deuxième ligne         | Maccagnan, Milioni                   |
| Avants     | Troisième ligne aile   |                                      |
| Avants     | Troisième ligne centre | Rubino                               |
| Arrières   | Demi de mêlée          |                                      |
| Arrières   | Demi d'ouverture       | Menegolli, Pianura                   |
| Arrières   | Centre                 | Bertoli, Macaluso                    |
| Arrières   | Ailier                 |                                      |
| Arrières   | Arrière                | Cimino                               |